# Савремени ортодоксни јудаизам
Савремени ортодоксни јудаизам је покрет унутар ортодоксног јудаизма који покушава да синтетизује јеврејске вредности и поштовање јеврејског закона са савременим светом.
Ослања се на неколико учења и филозофија, а тако поприма различите облике. У САД, и генерално западном свету, преовлађује центристички ортодоксни јудаизам заснован на филозофији Торе умаде („Тора и световно знање”). У Израелу доминира религијски ционизам. Међутим, иако нису идентични, ови покрети деле многе сличне вредности и многе присталице.